# كريس غيلمور
كريس غيلمور (بالإنجليزية: Chris Gilmour)‏ هو نحات بريطاني، ولد في 1973 في ستوكبورت في المملكة المتحدة.